# حسن جوهرچی
حسن جوهرچی (۷ مرداد ۱۳۴۷ – ۱۵ بهمن ۱۳۹۵) بازیگر ایرانی بود که بازی در سینما را در سال ۱۳۶۷ با فیلم فیل در تاریکی شروع کرد. اولین بازی مطرح او در سینما در سال ۱۳۷۰ با فیلم برخورد به کارگردانی سیروس الوند بود. آخرین حضور حسن جوهرچی در مجموعهٔ آرام می‌گیریم به کارگردانی و نویسندگی روح‌الله سهرابی بود.

## زندگی
حسن جوهرچی فرزند حمید، در سال ۱۳۴۷ در جوادیه، تهران با اصالتی اردبیلی متولد شد. وی لیسانس عکاسی از دانشگاه هنر تهران داشت. بازی در سینما را در سال ۱۳۶۷ با «فیل در تاریکی» که بعد از پانزده سال کامل شد، آغاز کرد. اولین بازی مطرح وی در سینما در سال ۱۳۷۰ با فیلم برخورد به کارگردانی سیروس الوند بود؛ اما با بازی در سریال در پناه تو در سال ۱۳۷۳ به شهرت رسید. همسر او، مهناز بیات، چهره‌پرداز است. حسن جوهرچی در بیش از ۳۰ اثر هنری نقش ایفا کرده‌بود. وی در ماه رمضان سال ۱۳۸۹، مجری برنامهٔ ماه عسل بود.

## مرگ

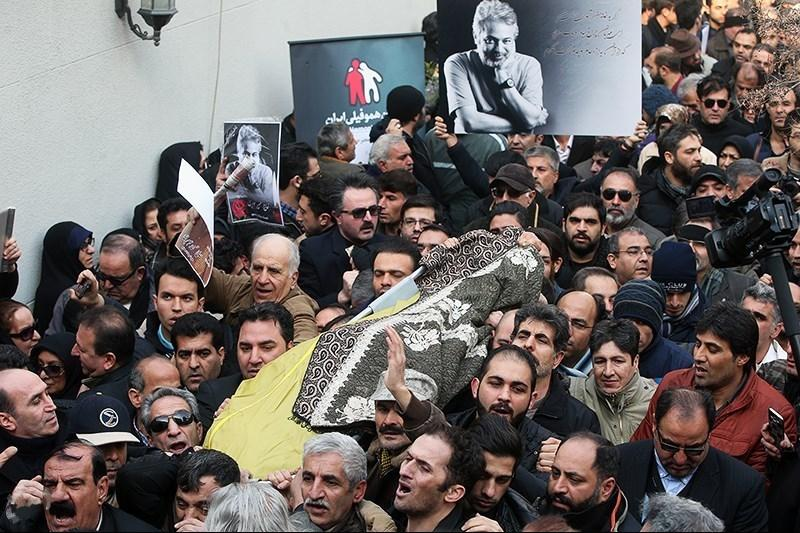
مراسم تشییع پیکر حسن جوهرچی

حسن جوهرچی، در ساعت ۵ بامداد روز جمعه ۱۵ بهمن ۱۳۹۵، پس از تحمل عارضهٔ کبدی و عفونت ریوی و کلیوی، به علت ایست قلبی در سن ۴۸ سالگی درگذشت. پرستار بیمارستان امام خمینی، در خصوص بیماری جوهرچی گفت که وی دچار عفونت ریوی و فشار خون پایین بوده‌است و این مشکل یک سال پیش از مرگ او تشخیص داده شده بود و به خاطر آن دارو استفاده می‌کرد. این عفونت باید تحت کنترل درمی‌آمد و بیمار از ۲ ماه پیش از درگذشتش آمادهٔ دریافت پیوند کبد شده بود که به دلیل عفونت ریوی فوت شد. پیکر وی در روز یکشنبه ۱۷ بهمن ۱۳۹۵، تشییع و در قطعهٔ هنرمندان بهشت زهرا، قطعهٔ ۸۸، ردیف ۱۵۰، شمارهٔ ۱۸، دفن شد.
امین تارخ، لعیا زنگنه، بهاره افشاری، خشایار الوند، پژمان بازغی، پرستو صالحی، رضا توکلی، منوچهر شاهسواری و... از جمله افراد حاضر در مراسم تشییع پیکر جوهرچی بودند.

## فیلم‌شناسی

### سینما
- روزگاری عشق و خیانت (۱۳۹۲)
- انسان‌ها (۱۳۸۹)
- روشنی صبحدم (۱۳۸۹)
- پلاگ (۱۳۸۸)
- آبی (۱۳۷۹)
- آقای رئیس‌جمهور (۱۳۷۹)
- دختری به نام تندر (۱۳۷۹)
- بادام‌های تلخ (۱۳۷۶)
- دو زن (۱۳۷۷)
- حماسه قهرمانان (۱۳۷۶)
- زن شرقی (۱۳۷۶)
- بالاتر از خطر (۱۳۷۵)
- روزی که خواستگار آمد (۱۳۷۵)
- سلطان (۱۳۷۵)
- ضیافت (۱۳۷۴)
- ویرانگر (۱۳۷۴)
- افسانه دو خواهر (۱۳۷۳)
- جای امن (۱۳۷۲)
- زینت (۱۳۷۲)
- بر بال فرشتگان (۱۳۷۱)
- برخورد (۱۳۷۰)
- فیل در تاریکی (۱۳۶۸)

#### طرح اولیه داستان از
- سرعت (۱۳۷۵)

### تلویزیون
| سال       | عنوان مجموعه              | سمت         | کارگردان                 | توضیحات                  |
| --------- | ------------------------- | ----------- | ------------------------ | ------------------------ |
| ۱۳۹۵–۱۳۹۶ | تله‌تئاتر «بلندی‌های زیرپا» | بازیگر      | محسن معینی               | شبکهٔ چهار                |
| ۱۳۹۵      | لیسانسه‌ها                 | بازیگر      | سروش صحت                 | شبکهٔ سه                  |
| ۱۳۹۵      | آرام می‌گیریم              | بازیگر      | روح‌الله سهرابی           | شبکهٔ دو                  |
| ۱۳۹۵      | در قصه‌ها زندگی می‌کنند     | بازیگر      | داود بیدل                | شبکهٔ دو                  |
| ۱۳۹۴      | کیمیا                     | بازیگر      | جواد افشار               | شبکهٔ دو                  |
| ۱۳۹۳–۱۳۹۴ | تنهایی لیلا               | بازیگر      | محمد حسین لطیفی          | شبکهٔ سه                  |
| ۱۳۹۳      | شهر من شیراز              | بازیگر      |                          |                          |
| ۱۳۹۳      | برابر با اصل              | بازیگر      |                          |                          |
| ۱۳۹۳      | زخم                       | بازیگر      |                          | اپیزود هنگامه            |
| ۱۳۹۲      | شب‌های روشن                | بازیگر      | مجید مظفری               |                          |
| ۱۳۹۰      | شهر دقیانوس               | بازیگر      | مهرداد خوشبخت            | شبکهٔ یک                  |
| ۱۳۹۰      | مثل شیشه                  | بازیگر      |                          |                          |
| ۱۳۹۰      | شوق پرواز                 | بازیگر      |                          |                          |
| ۱۳۹۰      | سراب                      | بازیگر      |                          |                          |
| ۱۳۸۹      | همراز                     | بازیگر      |                          |                          |
| ۱۳۸۹      | فاصله‌ها                   | بازیگر      |                          |                          |
| ۱۳۸۹      | همسفران باد               | بازیگر      | شهرام باباپور            | شبکهٔ سه                  |
| ۱۳۸۸      | فاکتور هشت                | بازیگر      |                          |                          |
| ۱۳۸۸      | تا رهایی                  | بازیگر      |                          |                          |
| ۱۳۸۷      | هویت                      | بازیگر      |                          |                          |
| ۱۳۸۷      | منظومه آتش                | بازیگر      |                          |                          |
| ۱۳۸۷      | روزهای زیبا               | بازیگر      |                          |                          |
| ۱۳۸۶      | شکرانه                    | سعید سلطانی | شبکهٔ ۵ (ویژه ماه رمضان)  |                          |
| ۱۳۸۶      | بوی عیدی                  |             |                          | یک ویژه‌برنامهٔ نوروزی بود |
| ۱۳۸۵      | جابربن‌حیان                | بازیگر      | جواد افشار               | شبکهٔ سه                  |
| ۱۳۸۵      | هویت پنهان                | بازیگر      |                          |                          |
| ۱۳۸۴      | تا غروب                   | بازیگر      | محمد بنایی               | شبکهٔ دو                  |
| ۱۳۸۴      | او یک فرشته بود           | بازیگر      | علیرضا افخمی             | رمضان ۱۳۸۴ شبکهٔ دو       |
| ۱۳۸۳–۱۳۸۴ | پیله‌های پرواز             | بازیگر      | حسین سهیلی‌زاده           |                          |
| ۱۳۸۳      | غریبانه                   | بازیگر      | قاسم جعفری               | محرم ۱۳۸۳ شبکهٔ تهران     |
| ۱۳۸۲      | سیمای مدرسه               | بازیگر      |                          |                          |
| ۱۳۸۱      | مشق عشق                   | بازیگر      |                          |                          |
| ۱۳۸۱      | نسیم رؤیا                 | بازیگر      | کاظم بلوچی محسن عظیم نیا |                          |
| ۱۳۸۱–۱۳۷۹ | جوان امروز                | بازیگر      | یوسف سیدمهدوی            | شبکهٔ سه                  |
| ۱۳۷۸      | تنگنا                     | بازیگر      |                          |                          |
| ۱۳۷۷–۱۳۷۸ | روزهای زندگی              | بازیگر      | سیروس مقدم               | ۱۳۷۹ از شبکهٔ سه          |
| ۱۳۷۸–۱۳۷۷ | روزگار جوانی              | بازیگر      | شاپور قریباصغر توسلی     | شبکهٔ تهران               |
| ۱۳۷۶      | برگبار                    | بازیگر      | اکبر خواجویی             | شبکهٔ سه                  |
| ۱۳۷۴      | در پناه تو                | بازیگر      | حمید لبخنده              |                          |
| ۱۳۷۵      | گریز                      | بازیگر      |                          |                          |
| ۱۳۷۵–۱۳۷۶ | دومین انفجار              | بازیگر      | نادر مقدس                | شبکهٔ یک                  |
| ۱۳۷۴      | وکلای جوان                | بازیگر      |                          |                          |
| ۱۳۷۳      | هدف گم‌شده                 | بازیگر      |                          |                          |

### فیلم ویدئویی
- ۱۳۹۲ - کوچهٔ رهایی
- ۱۳۹۲ - ملیکا
- ۱۳۹۱ - رایزن عشق
- ۱۳۹۱ - پارسا و رؤیا
- ۱۳۹۱ - آخرین چراغ خاموش
- ۱۳۹۱ - دوازده روی هشت
- ۱۳۹۱ - مرشد
- ۱۳۹۱ - عبور از مه
- ۱۳۹۰ - مارپیچ
- ۱۳۹۰ - بن‌بست
- ۱۳۸۹ - ملاقات در اسکله
- ۱۳۸۹ - طیب
- ۱۳۸۸ - نیمهٔ شکسته
- ۱۳۸۸ - قول
- ۱۳۸۸ - صدای سکوت
- ۱۳۸۷ - مرد مجهول
- ۱۳۸۷ - لبخند سبز
- ۱۳۸۷ - شاهد عینی
- ۱۳۸۶ - پاسخ رحمان

### برنامه تلویزیونی
- ماه عسل